# 埃斯特罗夫
埃斯特罗夫（法語：Hestroff，法語發音：[ɛstʁɔf]；洛林法兰克语：Heschdrëf）是法国摩泽尔省的一个市镇，属于福尔巴克-布莱摩泽尔区。

## 地理
埃斯特罗夫（49°15'44"N, 6°26'5"E）面积7.43 平方千米，位于法国大東部大區摩泽尔省，该省份为法国东北部内陆省份，是洛林的一部分，西南接默尔特-摩泽尔省，东临下莱茵省，北与卢森堡和德国接壤。
与埃斯特罗夫接壤的市镇（或旧市镇、城区）包括：昂兹兰、谢姆里莱德、埃贝尔斯维莱、戈姆朗日、皮布朗日、圣于贝尔。

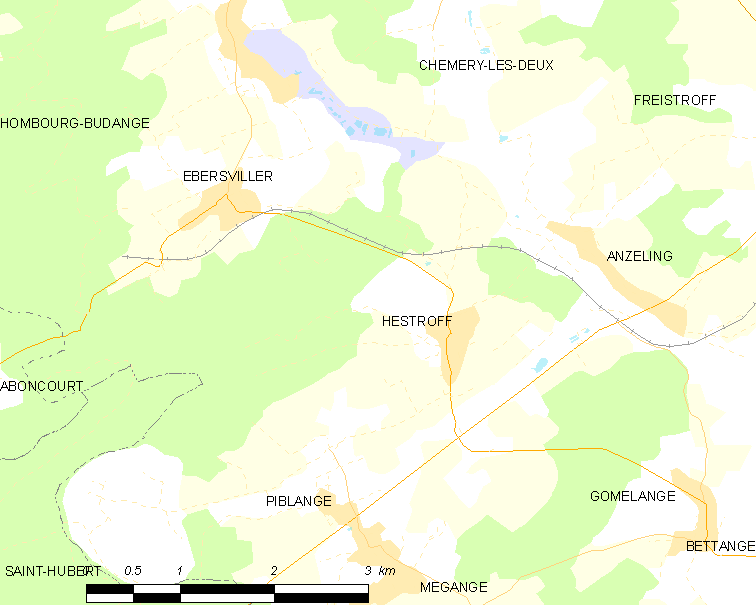
埃斯特罗夫的OSM定位图

埃斯特罗夫的时区为UTC+01:00、UTC+02:00（夏令时）。

## 行政
埃斯特罗夫的邮政编码为57320，INSEE市镇编码为57322。

## 政治
埃斯特罗夫所属的省级选区为布宗维尔县。

## 人口

1962-2008年间埃斯特罗夫人口变化图示

埃斯特罗夫于2022年1月1日时的人口数量为479人。